# Poblado del Pantano del Porma
Poblado del Pantano del Porma es una localidad española perteneciente al municipio de Boñar, en la provincia de León, comunidad autónoma de Castilla y León.
Tiene una población de 3 habitantes, 1 hombre y 2 mujeres (INE 2023).
| 14            | 14 | 10 | 9 | 9 | 6 | 4 | 4 | 4 | 4 | 4 | 6 | 6 | 3 | 3 | 3 | 3 | 3 | 3 | 3 | 3 | 3 | 3 | 3 |
| (Fuente: INE) |    |    |   |   |   |   |   |   |   |   |   |   |   |   |   |   |   |   |   |   |   |   |   |

- Datos: Q65182671